# Benny Schepmans
Benny Schepmans (Wijer, Nieuwerkerken, 19 de diciembre de 1953) fue un ciclista belga, que fue profesional entre 1974 y 1984. De su carrera destacan una victoria de etapa al Tour del Mediterráneo y una a la Vuelta en Suiza.

## Palmarés
1974
- 1º en la Seraing-Aix-Seraing

1975
- Gran Premio Stad Sint-Niklaas

1977
- 1º en  Willebroek

1978
- 1º en  Mechelen

1979
- Vencedor de una etapa en el Tour del Mediterráneo

1980
- Vencedor de una etapa a la Vuelta en Suiza
- 1º en  Wavre

1981
- 1º en  Wavre

1982
- Clasificación de las metas volantes de la Vuelta a España

### Resultados al Tour de Francia
- 1977. Abandona (10.ª etapa)

### Resultados al Giro de Italia
- 1981. 97.º de la clasificación general

### Resultados a laVuelta a España
- 1977. 38.º de la clasificación general
- 1978. 51.º de la clasificación general
- 1982. 63.º de la clasificación general. Clasificación de los metas volantes